# 小田切茂富
小田切 茂富（おたぎり しげとみ）は、戦国時代から江戸時代初期にかけての武将。甲斐武田氏、徳川氏家臣。徳川四奉行の一人。『寛永諸家系図伝』『寛政重修諸家譜』では実名を「昌吉」とされているが、文書上からは「茂富」が確認されている。

## 略歴
『寛政重修諸家譜』によれば父は小田切昌成で、母は武田家の譜代家老・馬場信春の妹であるという。『寛政重修諸家譜』によれば、室は牛奥織部の娘。
『甲陽軍鑑』によれば、茂富は子・次太夫と共に原昌胤の「おぼへの衆」として配置されたという。武田時代には天正6年（1578年）11月11日付小田切茂富宛武田家官途状に名が見られる。
『寛永諸家系図伝』『寛政重修諸家譜』『徳川実紀』に拠れば、茂富は天正10年（1582年）3月の織田信長による武田征伐での甲斐武田氏の滅亡後、徳川家康に仕える。家康は信長没後の天正壬午の乱を経て甲斐国を支配しており、武田遺臣が家康に対して忠誠を誓った「天正壬午起請文」においても信玄近習衆として茂富の名が見られる。茂富は家康の甲斐統治に携わり、「棲雲寺文書」によれば、天正11年4月20日には同じ武田遺臣の桜井信忠と連署で禁制を発している。
豊臣政権時代の天正18年（1590年）には家康が関東へ移封されるが、慶長5年（1600年）の関ヶ原の戦いを経て甲斐は再び家康が領し、代官頭・大久保長安配下に徳川四奉行が配置される。茂富は慶長6年（1601年）から桜井信忠、跡部昌忠・石原昌明と共に四奉行を務めている。なお、四奉行は初期に桜井・石原のほか市川元松（家光）・工藤喜盛が務めていたが、市川は文禄2年（1593年）9月1日に死去し、工藤も天正18年から慶長年間の間に死去したと見られるため、両名に代わり小田切・跡部が加わった。
茂富は他の四奉行と共に、慶長検地（石見縄）の連署状や寺社宛の禁制などに多く名を残している。慶長12年（1607年）8月には桜井と共に平岩親吉から甲府城を受け取っている。慶長6年（1601年）9月21日には、牛奥与左衛門尉の養子となった子・太郎右衛門が高野山成慶院において茂富の逆修供養（生前供養）を行っている。
慶長16年（1611年）、80歳で死去。